# Joukahinen
Joukahinen (segnalato anche come Joukahainen) è un personaggio della mitologia ugro-finnica e uno dei personaggi del poema Kalevala, si tratta del giovane e vanitoso fratello di Aino, che nel poema compare allorché decide di ingaggiare un duello di magia con Väinämöinen, quest'ultimo lo sconfigge ed il giovane come prezzo della sconfitta promette in sposa la propria sorella.
La ragazza rifiuta il matrimonio con in vecchio vate Väinämöinen, tanto che si suicida lasciandosi annegare. A seguito di questa tragedia Joukahinen decide di vendicarsi tentando di uccidere Väinämöinen

## La gara di magia
Nel terzo canto del Kalevala, Väinämöinen nel suo soggiorno a Kaleva divenne un abile mago tanto che le sue gesta iniziarono ad essere cantate e conosciute anche al di fuori della sua terra, fino a Pohjola dove viveva il giovane Joukahinen che ingelosito, giunse alla terra di Kaleva per sfidare il vecchio nonostante i genitori lo avessero sconsigliato, per indurre Väinämöinen alla sfida, il giovane lo urtò con la cavalcatura per poi presentarsi quando richiesto:
Vaan sano oma sukusi:

kuit' olet sinä sukua,

kuta, kurja, joukkioa?"»
ma tu pur di' la tua stirpe:

di che stirpe tu sei nato,

di che razza, poveraccio?»
(Kalevala, canto III, versi 111-114, tratto da Bifröst.it)
Il vecchio ascoltò gli ingenui incantesimi del giovane poi, stizzito, iniziò la sua parte che fece tremare l'acqua e la terra, dimostrando tutta la propria abilità nella magia, immobilizzando il suo avversario che scongiurò di liberarlo offrendo prima i suoi due archi, poi due barche, due cavalli, poi un elmo d'oro, dei covoni di grano, ed infine sua sorella Aino:
ihastui ikihyväksi,

kun sai neion Joukahaisen

vanhan päivänsä varaksi.»
ben fu lieto, oltre misura,

d'ottener la giovinetta

a sostegno de' suoi giorni.»
(Kalevala, canto III, versi 467-470, tratto da Bifröst.it)
Tornato alla sua città natale, piangente raccontò il fatto alla madre che invece ne fu lieta, mentre la sorella rimase molto scossa e iniziò a disperarsi per quella sorte, nonostante questo acconsentì ad incontrare il promesso sposo, ma una volta visto si strappò la croce regalo di Väinämöinen e scappò a casa tornando a piangere. Smarritasi nel bosco approda a una spiaggia e si buttò in mare nel tentativo di affogarsi, Väinämöinen la pesca inavvertitamente ma lei guizza via rivelandogli il proprio essere. Vaino sconsolato tornò alla propria casa dove sulla tomba la madre gli consigliò di prendere sposa a Pohjola.

## L'agguato a Väinämöinen
Joukahinen carico d'odio preparò un agguato a Väinämöinen diretto a Pohjola, mentre guadava un fiume, il dardo scagliato dal giovane non colpì l'eroe ma il cavallo che fece cadere il suo cavaliere nella corrente che lo trascinò in alto mare a causa anche di una tempesta. Joukahinen gioì credendo di aver ucciso l'odiato anziano:
itse kielin kerskaeli:

«Et sinä, vanha Väinämöinen,

enämpi elävin silmin

sinä ilmoisna ikänä,

kuuna kullan valkeana

astu Väinölän ahoja,

Kalevalan kankahia!»
disse in tuono di spavaldo:

«Ma più, vecchio Väinämöinen,

mai cogli occhi tuoi veggenti,

giammai più nella tua vita,

finché splenda l'aurea luna,

passerai di Väinö i campi

e le lande di Kaleva!»
(Kalevala, canto VI, versi 195-202, tratto da Bifröst.it)